# Plaek Pibul Songkram

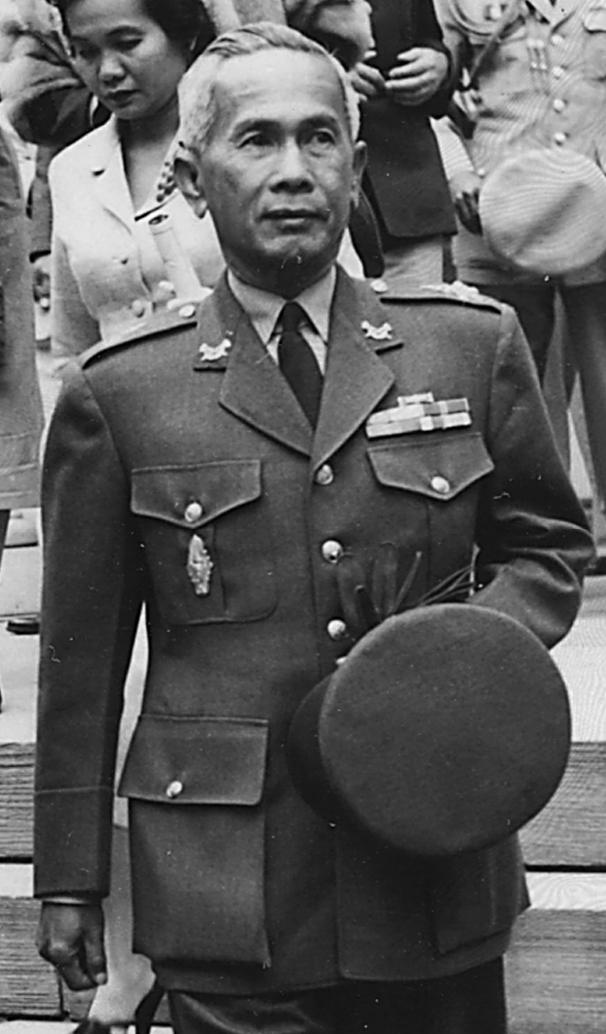
Plaek Pibul Songkram

Plaek Pibul Songkram, vaak ook aangeduid als veldmaarschalk Phibun Songkhram of Luang Pibul Songgram en achternaam ook geschreven als Pibulsonggram (Thai: แปลก พิบูลสงคราม ) (Nonthaburi, 14 juli 1897 – Sagamihara, 11 juni 1964) was een Thaise generaal, veldmaarschalk en minister-president.

## Biografie
Plaek heeft zijn basisopleiding genoten aan de Kalahom Uthit school bij Wat Kemapirataram in de provincie Nonthaburi. Hierna ging hij naar de Thaise koninklijke militaire academie. Op negentienjarige leeftijd werd hij benoemd tot luitenant bij het 7e leger in de provincie Phitsanulok. Hierna ging hij naar Frankrijk om daar verdere ervaringen op te doen aan de militaire academie. 
Op 24 juni 1932 werd hij lid van de Khana Ratsadon (Volkspartij). In 1934 werd hij gepromoveerd tot de rang van kolonel en assistent opperbevelhebber van het leger. Op 16 december 1938 werd hij benoemd tot minister-president. Veldmaarschalk Plaek Pibul Songkram was een bewonderaar van de dictators Adolf Hitler en Benito Mussolini. Zijn eerste regeringsperiode die duurde tot 1 augustus 1944 werd gekenmerkt door onderdrukking en extreem nationalisme. Binnen een maand na zijn aantreden liet hij 40 vermeende tegenstanders van zijn regime oppakken. Hieronder waren ook leden van de koninklijke familie, van de adel, van het parlement en rivaliserende legerofficieren. 
Achttien van deze "tegenstanders" werden na "showprocessen" geëxecuteerd. Tijdens zijn eerste regeerperiode werd hij benoemd tot Veldmaarschalk.
In het eerste jaar van zijn regering nam hij sterk discriminerende wetten aan tegen de Chinezen in Thailand, ze moesten ook een sterk verhoogde belasting afdragen. In 1939 veranderde hij de naam van het land van Siam in Thailand (Prathet Thai, Prathet=land, Thai = vrij, dus Vrij land is de letterlijke betekenis van Thailand) op grond van het argument dat de naam was opgedrongen door buitenlanders. Terwijl Thailand volgens Phibul Songkram beter aangaf dat het land eigendom was van de Thais en niet van de Chinezen die de economische dominantie hadden. Hij veranderde ook de datum van het nieuwjaar in de Thaise zonkalender van 1 april naar 1 januari, maar de jaartelling is nog steeds Boeddhistisch (westerse jaar + 543 = Boeddhistisch jaar). Hij stichtte ook nieuwe universiteiten, waaronder de Mahidol medische universiteit en de Kasetsart agrarische universiteit.
Na de val van Frankrijk in 1940 nam hij de kans waar om gebieden die Thailand aan dat land verloren was na een vernederende nederlaag in 1893, terug te pakken. Hij viel Laos en Cambodja binnen die op dat moment deel uitmaakten van Frankrijk. Met bemiddeling van de Japanners bereikte hij een vredesverdrag waarbij hij grote delen van Laos en Cambodja aan Thailand kon toevoegen. Een van de gebieden was de provincie Siem Reap in Cambodja waar Angkor Wat ligt; hij hernoemde dit gebied tot Phibul Songkram.
Op 7 december 1941 viel Japan Thailand binnen. De Thais capituleerden snel. In januari 1942 sloot de Thaise regering een alliantie met Japan en verklaarde de oorlog aan de geallieerden. De Thaise ambassadeur, Seni Pramoj (een neef van de koning), in Washington weigerde echter de oorlogsverklaring af te geven.
Op 1 augustus 1944 trad Songkram af en werd verbannen naar Japan. Hij keerde terug als minister-president na een militaire coup in 1948 en sloeg nu een pro-westerse koers in. Hij steunde de Amerikanen politiek en militair in de Koreaanse Oorlog en stuurde als eerste ook voedselhulp naar Zuid-Korea. In juni 1951 sloeg hij met harde hand een poging tot staatsgreep van een aantal marineofficieren neer en hij zou nog heersen tot 16 september 1957. In dat jaar werd hij tot aftreden gedwongen door Veldmaarschalk Sarit Dhanarajata vanwege publieke onrust en vervalsing bij de verkiezingen. Hij werd wederom verbannen, dit keer voorgoed. 
Hij leefde in een aantal verschillende landen tot hij stierf op 11 juni 1964 op 67-jarige leeftijd.

## Familie
- Vader: Keed
- Moeder: Sam-Ang